# أمير الدريدي
أمير الدريدي لاعب كرة قدم تونسي، يلعب في الدفاع.
مثل في تونس أندية قوافل قفصة والبنزرتي والترجي الجرجيسي وأولمبيك الكاف والملعب وأولمبيك سيدي بو زيد ووقع مع نادي النجوم السعودي عام 2016.